# Операция по освобождению судна «Самхо Джюэлри»
Операция по освобождению экипажа судна «Самхо Джюэлри» (кор. 아덴 만 여명 작전) — военно-морская операция, осуществлённая Военно-морскими силами Республики Корея, направленная на освобождение из плена сомалийских пиратов 21 члена команды гражданского судна в Аравийском море.

## Предыстория
Танкер-химовоз «Самхо Джюэлри» с грузом химикатов шёл из Объединённых Арабских Эмиратов в направлении Шри-Ланки. 15 января 2011 года, находясь приблизительно в 1300 километрах к востоку от побережья Сомали, судно вместе с членами команды было захвачено группой сомалийских пиратов. В ответ на захват судна правительство Республики Корея решило направить эскадренный миноносец «Чхвеён» с бойцами спецназа для освобождения захваченного судна и его команды.